# Yūki-jinja
Le Yūki-jinja (結城神社) est un sanctuaire shinto situé à Tsu dans la préfecture de Mie au Japon. Son principal festival se tient tous les trois premiers jours du mois de mai. Il est fondé en 1879 et le kami de Yūki Munehiro y est vénéré. C'est l'un des quinze sanctuaires de la restauration de Kenmu.

## Source de la traduction
- (en) Cet article est partiellement ou en totalité issu de l’article de Wikipédia en anglais intitulé « Yūki Shrine » (voir la liste des auteurs).